# Streptoglossa decurrens
Streptoglossa decurrens là một loài thực vật có hoa trong họ Cúc. Loài này được (DC.) Dunlop miêu tả khoa học đầu tiên năm 1981.